# Myrothecium roridum
Myrothecium roridum är en svampart som beskrevs av Tode 1790. Myrothecium roridum ingår i släktet Myrothecium, ordningen köttkärnsvampar, klassen Sordariomycetes, divisionen sporsäcksvampar och riket svampar.   Inga underarter finns listade i Catalogue of Life.